# 금융시장
금융시장(金融市場, 영어: financial market)은 자금 거래가 이루어지는 시장을 통틀어 이르는 말이다.
금융은 일반적으로 금전에 대한 채권·채무관계를 발생시키는데, 금융에 따른 채권과 채무의 관계를 포함하고 있는 증서를 금융 자산이라고 한다. 예를 들면 주식, 채권, 은행 예금, 보험증서 등이 금융 자산에 해당되는 것들이다. 그리고 금융이 이루어지는 시장, 즉 금융 자산이 매매되는 시장은 금융시장(financial market)이라고 하며, 금융에 관련되는 업무를 집행하는 기관을 금융 기관이라고 한다. 이에 따라 금융 자산, 금융 시장, 금융 기관을 모두 합하여 형성되는 제도를 금융 제도(financial system)이라고 한다.
금융 시장은 다음과 같이 두 가지로 나눌 수 있다. 첫째로 간접 금융 시장이다. 이는 은행, 보험 회사 등의 금융 기관이 자금의 수요자와 공급자 사이에 존재하여 금융 기관이 공급자로부터 자금을 빌린 후에 다시 이를 자금의 수요자에게 대출해 주는 금융시장이다. 둘째로 직접금융 시장이다. 여기에서는 자금의 공급자와 수요자간에 직접 대출과 차입이 이루어진다. 이 경우에도 금융 기관이 존재하기는 하지만 금융 기관은 단지 알선을 하고 수수료만을 받을 뿐이다. 간접 금융 시장에는 은행, 보험 회사 등 대부분의 금융 기관이 있으며, 직접 금융 시장에는 주식이 매매되는 주식 시장과 채권이 매매되는 채권 시장이 있다.

## 같이 보기
- 금융자본주의
- 금융상품
- 금융서비스
- 유동성
- 수리금융학
- 투자가
- 주가 대폭락
- 표준 편차
- 위험관리